# 7. Gebirgs-Division
7. Gebirgs-Division var en tysk bergsinfanteridivision under andra världskriget. Divisionen sattes upp 22 oktober 1941 i Bad Kissingen och var en omorganisation av den redan existerande 99. Leichte Infanterie-Division. Divisionen ska ej förväxlas med 7. SS-Freiwilligen Gebirgs-Division Prinz Eugen.  

## Historia
Divisionen stred uteslutande i Finland under kriget. Insatsen i Finland blev en stor påfrestning för tyskarna, inte bara till följd av striderna, utan av det bistra klimatet. Även när det var lugnt vid fronten blev de mest elementära soldatplikterna och det vardagliga livet påfrestande. Långa vintermånader med konstant mörker och bister kyla påverkade tyskarna hårt. Divisionen stred under 20. Gebirgsarmee och deltog i Fortsättningskriget (1941-1944) då i strid på Finlands sida mot Sovjetunionen och senare i Lapplandskriget (1944-1945) mot Finland som efter det tyska nederlaget vid Stalingrad drev ut tyskarna ur landet. 
Divisionen kapitulerade, efter reträtt, i maj 1945 utanför Lillehammer.

## Organisation[1]
- 206. Gebirgs-Jäger-Regiment
- 218. Gebirgs-Jäger-Regiment
- 82. Gebirgs-Artillerie-Regiment
- 82. Ski-Bataillon
- 99. Panzerjäger-Abteilung
- 99. Gebirgs-Nachrichten-Abteilung
- 99. Feldersatz-Bataillon
- 99. Divisionseinheiten

## Befälhavare[1]
- Generalleutnant Rudolf Konrad - 19 december 1941
- Generalmajor Wilhelm Weiss 19 december 1941 - 1 januari 1942
- Generalleutnant Robert Martinek 1 januari 1942 - juni 1942
- Oberst August Krakau 1 maj 1942 - 22 juli 1942
- Generalleutnant Robert Martinek 22 juli 1942 - 10 september 1942
- Generalmajor August Krakau 10 september 1942 - Kapitulationen

## Utmärkelser

### Utdelade exemplar av Riddarkorset av järnkorset (8 st)
- Generalleutnant Krakau
- Generalmajor van der Hoop
- Oberst Esch †
- Oberst Schuler
- Major Lapp
- Oberleutnant Zintl
- Oberleutnant Schneider †
- Oberfeldwebel Krutemeier

### Tyska korset i guld (25 st)
- Oberst Esch
- Oberst Hoffmeister
- Oberst von Oppen
- Oberst Schuler
- Major Angerer
- Major Baierlein
- Major Hartmann
- Major Herlein
- Major Knobloch
- Major Pilgrim
- Major Schüßler
- Major Weitlaner
- Major Zimmermann
- Hauptmann Bach
- Hauptmann Roser
- Hauptmann Schorr
- Hauptmann Stützer
- Oberleutnant Graupe
- Oberleutnant Hißner
- Oberleutnant Zintl
- Oberfeldwebel Brückner
- Oberfeldwebel Metzger
- Oberfeldwebel Schubert
- Feldwebel Oberkircher
- Obergefreiter Schirra

### Ärespännet (1 st)
- Oberst Schuler